# Przerwa energetyczna
Przerwa energetyczna, przerwa zabroniona, pasmo zabronione, symbol Eg, Wg – zakres energii elektronów w ciele stałym cechujący się silnym rozpraszaniem elektronów na atomach, co sprawia, że w układzie nie ma elektronów o energii z tego przedziału.
Istnienie i szerokość przerwy energetycznej oraz położenie względem niej poziomu Fermiego ma podstawowe znaczenie dla właściwości półprzewodników. Jeżeli mieści się on w przerwie energetycznej, to układ w odpowiednio niskiej temperaturze jest izolatorem. Własności układu w wyższych temperaturach zależą od szerokości przerwy i położenia poziomu Fermiego.
| Materiał            | Wzór/symbol | Eg [eV] w 300 K |
| ------------------- | ----------- | --------------- |
| arsenek glinu       | AlAs        | 2,16            |
| azotek glinu        | AlN         | 6,2             |
| fosforek glinu      | AlP         | 2,45            |
| antymonek glinu     | AlSb        | 1,6             |
| diament             | C           | 5,5             |
| siarczek kadmu      | CdS         | 2,42            |
| selenek kadmu       | CdSe        | 1,73            |
| tellurek kadmu      | CdTe        | 1,49            |
| arsenek galu        | GaAs        | 1,43            |
| azotek galu         | GaN         | 3,4             |
| fosforek galu       | GaP         | 2,26            |
| siarczek galu       | GaS         | 2,5 (w 295 K)   |
| antymonek galu      | GaSb        | 0,726           |
| german              | Ge          | 0,67            |
| arsenek indu        | InAs        | 0,36            |
| fosforek indu       | InP         | 1,35            |
| siarczek ołowiu(II) | PbS         | 0,37            |
| selenek ołowiu      | PbSe        | 0,27            |
| tellurek ołowiu(II) | PbTe        | 0,29            |
| krzem               | Si          | 1,11            |
| węglik krzemu       | SiC         | 2,86            |
| tlenek tytanu(IV)   | TiO2        | 3,0-3,2         |
| siarczek cynku      | ZnS         | 3,6             |
| selenek cynku       | ZnSe        | 2,7             |
| tellurek cynku      | ZnTe        | 2,25            |